# Dirigeants de l'île de Man
Les dirigeants de l'île de Man possèdent des titres variés et plusieurs de ces dirigeants peuvent régner durant les mêmes périodes au gré des dominations étrangères au cours desquelles le souverain peut installer un gouvernement local dirigé par un gouverneur et/ou un lieutenant-gouverneur.

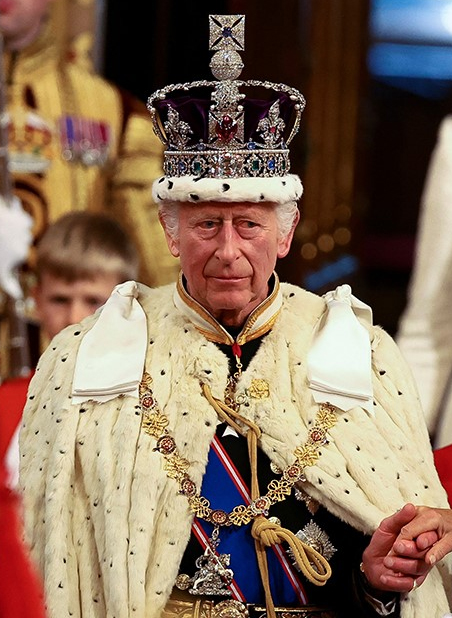
Charles III, roi du Royaume-Uni de Grande-Bretagne et d'Irlande du Nord, chef du Commonwealth of Nations, seigneur de Man et chef d'État des bailliages de Guernesey et de Jersey depuis 2022.

## Histoire
Lors de la constitution d'une première entité territoriale au Xe siècle, l'île de Man est alors indépendante et son souverain, alors « roi de Man », contrôle aussi d'autres territoires comme les Hébrides extérieures. Des invasions scandinaves dans les îles Britanniques ne permettent pas la sauvegarde de cette indépendance qui cesse définitivement en 1164. Une période transitoire de presque un siècle, durant laquelle les occupants anglais et écossais se succèdent rapidement, permet de chasser les différentes dominations vikings qui sont alors remplacées par une domination anglaise à partir de 1333 et qui se poursuit sans interruption jusqu'à aujourd'hui.
Durant cette période de changements rapides d'occupations, le titre de « gouverneur de l'île de Man » voit le jour en 1290 mais il est aboli en 1828 sous le règne de George IV. En revanche, le titre de « lieutenant-gouverneur de l'île de Man » créé en 1773 existe toujours. Ainsi, depuis 1828, l'île de Man est dirigée par un souverain, le monarque du Royaume-Uni qui porte le titre de « seigneur de Man » créé en 1504 mais initialement concédé au comté de Derby jusqu'en 1760 lorsque le roi d'Angleterre en hérite, et par son représentant, un élu par les Mannois qui exerce la fonction de « lieutenant-gouverneur de l'île de Man ».
Depuis avril 2011, le lieutenant-gouverneur, fonction jusqu'alors attribuée par la reine, est désigné par un vote de représentants locaux mannois, mesure annoncée par le ministre principal de l'île de Man d'alors, Tony Brown, le 6 juillet 2010.

## Légende
| Couleur | Souveraineté                       |
| ------- | ---------------------------------- |
|         | Indépendance                       |
|         | Domination anglaise                |
|         | Domination écossaise               |
|         | Domination des Vikings de Dublin   |
|         | Domination des Vikings des Orcades |
|         | Domination scandinave              |

## Dirigeants de l'île de Man
|                                                                              | Dirigeant                               | Dates                              | Titre officiel                           | Dirigeant           | Dates          | Titre officiel  | Dirigeant       | Dates                                  | Titre officiel |
| ---------------------------------------------------------------------------- | --------------------------------------- | ---------------------------------- | ---------------------------------------- | ------------------- | -------------- | --------------- | --------------- | -------------------------------------- | -------------- |
| Avant 1164, les Hébrides extérieures font partie du royaume de l'île de Man. |                                         |                                    |                                          |                     |                |                 |                 |                                        |                |
|                                                                              | Tutgual                                 | né vers 467                        | Roi de Man et des Îles                   |                     |                |                 |                 |                                        |                |
| Dingat                                                                       | vers 480-510                            |                                    | Roi de Man et des Îles                   |                     |                |                 |                 |                                        |                |
| Senyllt ap Dingat                                                            | vers 510-540                            |                                    | Roi de Man et des Îles                   |                     |                |                 |                 |                                        |                |
| Neithon                                                                      | vers 540-570                            |                                    | Roi de Man et des Îles                   |                     |                |                 |                 |                                        |                |
| Rhun                                                                         | vers 570-600                            |                                    | Roi de Man et des Îles                   |                     |                |                 |                 |                                        |                |
| Tutgual II                                                                   | vers 600-620                            |                                    | Roi de Man et des Îles                   |                     |                |                 |                 |                                        |                |
| Anllech                                                                      | vers 620-650                            |                                    | Roi de Man et des Îles                   |                     |                |                 |                 |                                        |                |
| Cynin                                                                        | vers 650-670                            |                                    | Roi de Man et des Îles                   |                     |                |                 |                 |                                        |                |
| Mermin Mawr                                                                  | vers 670-682                            |                                    | Roi de Man et des Îles                   |                     |                |                 |                 |                                        |                |
| Anaraud Gwalchcrwn                                                           | vers 682-720                            |                                    | Roi de Man et des Îles                   |                     |                |                 |                 |                                        |                |
| Tutgual III                                                                  | vers 720-750                            |                                    | Roi de Man et des Îles                   |                     |                |                 |                 |                                        |                |
| Iudgual                                                                      | vers 750-770                            |                                    | Roi de Man et des Îles                   |                     |                |                 |                 |                                        |                |
| Elidir                                                                       | vers 770-790                            |                                    | Roi de Man et des Îles                   |                     |                |                 |                 |                                        |                |
| Guriat                                                                       | vers 790-820                            |                                    | Roi de Man et des Îles                   |                     |                |                 |                 |                                        |                |
| Merfyn Frych                                                                 | v. 820–825                              |                                    | Roi de Man et des Îles                   |                     |                |                 |                 |                                        |                |
| Godfred Ier Mac Fergus                                                       | 836–851                                 | Roi de Man, Seigneur des Hébrides  |                                          |                     |                |                 |                 |                                        |                |
|                                                                              | Ketill au Nez plat                      | vers 853-870                       | Roi de Man                               |                     |                |                 |                 |                                        |                |
| Ásbjǫrn skerjablesi                                                          | 870–874                                 |                                    | Roi de Man                               |                     |                |                 |                 |                                        |                |
| Gebeachan                                                                    | 921–937                                 |                                    | Roi de Man                               |                     |                |                 |                 |                                        |                |
| Mac Ragnall                                                                  | 937–942                                 |                                    | Roi de Man                               |                     |                |                 |                 |                                        |                |
| Maccus Mac Harald                                                            | 962–976                                 |                                    | Roi de Man                               |                     |                |                 |                 |                                        |                |
| Godfred II de Man                                                            | 977–989                                 |                                    | Roi de Man                               |                     |                |                 |                 |                                        |                |
|                                                                              |                                         |                                    | Roi de Man                               |                     |                |                 |                 |                                        |                |
| Lagmann                                                                      | fl. 1012                                |                                    | Roi de Man                               |                     |                |                 |                 |                                        |                |
| Ragnald Ier de Man                                                           | mort 1005                               |                                    | Roi de Man                               |                     |                |                 |                 |                                        |                |
| Kenneth Godfredson                                                           | 1005–1014                               |                                    | Roi de Man                               |                     |                |                 |                 |                                        |                |
|                                                                              | Sven Kennethson                         | 1014–1034                          | Roi de Man                               |                     |                |                 |                 |                                        |                |
| Harald le Noir                                                               | 1034–1052                               |                                    | Roi de Man                               |                     |                |                 |                 |                                        |                |
| Margad Ragnaldson                                                            | 1052–1061                               |                                    | Roi de Man                               |                     |                |                 |                 |                                        |                |
| Murchaid mac Diarmait                                                        | 1061–1070                               |                                    | Roi de Man                               |                     |                |                 |                 |                                        |                |
| Fingal Godfredson                                                            | 1070–1079                               |                                    | Roi de Man                               |                     |                |                 |                 |                                        |                |
|                                                                              | Godred Crovan                           | 1079–1095                          | Roi de Man                               |                     |                |                 |                 |                                        |                |
| Magnus III de Norvège                                                        | 1095–1102                               | Roi de Norvège, de Man et des Îles |                                          |                     |                |                 |                 |                                        |                |
| Lagman                                                                       | 1102–1104                               | Roi de Man et des Îles             |                                          |                     |                |                 |                 |                                        |                |
| Sigurd Ier de Norvège                                                        | 1104–1130                               | Roi de Norvège, de Man et des Îles |                                          |                     |                |                 |                 |                                        |                |
| Domnall mac Tadg Ua Briain                                                   | 1114–1115                               | Roi de Man et des Îles             |                                          |                     |                |                 |                 |                                        |                |
| Olaf Ier                                                                     | 1115–1153                               | Roi de Man et des Îles             |                                          |                     |                |                 |                 |                                        |                |
| Godfred le Noir                                                              | 1153–1158                               | Roi de Man et des Îles             |                                          |                     |                |                 |                 |                                        |                |
| Somerled                                                                     | 1158–1164                               | Roi de Man et des Îles             |                                          |                     |                |                 |                 |                                        |                |
| À partir de 1164, les Hébrides extérieures se séparent de l'île de Man.      |                                         | Roi de Man et des Îles             |                                          |                     |                |                 |                 |                                        |                |
|                                                                              | Godfred le Noir                         | 1164–1164                          | Roi de Man                               |                     |                |                 |                 |                                        |                |
| Ragnald III de Man                                                           | 1164–1164                               |                                    | Roi de Man                               |                     |                |                 |                 |                                        |                |
| Godfred le Noir                                                              | 1164–1187                               |                                    | Roi de Man                               |                     |                |                 |                 |                                        |                |
| Ragnald IV de Man                                                            | 1187–1229                               |                                    | Roi de Man                               |                     |                |                 |                 |                                        |                |
| Olaf II de Man                                                               | 1229–1237                               |                                    | Roi de Man                               |                     |                |                 |                 |                                        |                |
| Harald de Man                                                                | 1237–1248                               |                                    | Roi de Man                               |                     |                |                 |                 |                                        |                |
| Ragnald II de Man                                                            | 1249                                    |                                    | Roi de Man                               |                     |                |                 |                 |                                        |                |
| Ivarr de Man                                                                 | 1250–1252                               |                                    | Roi de Man                               |                     |                |                 |                 |                                        |                |
| Magnus III de Man                                                            | 1252–1265                               |                                    | Roi de Man                               |                     |                |                 |                 |                                        |                |
|                                                                              | Domination écossaise (1265–1275)        |                                    |                                          |                     |                |                 |                 |                                        |                |
|                                                                              | Godfred Magnuson                        | 1275–1275                          | Roi de Man                               |                     |                |                 |                 |                                        |                |
|                                                                              | Domination écossaise (1275–1290)        |                                    |                                          |                     |                |                 |                 |                                        |                |
|                                                                              | Domination anglaise (1290–1293)         |                                    |                                          |                     |                |                 |                 |                                        |                |
| Richard de Bourg                                                             | 1290–1293                               | Gouverneur de l'île de Man         |                                          |                     |                |                 |                 |                                        |                |
|                                                                              | Domination écossaise (1293–1296)        | Gouverneur de l'île de Man         |                                          |                     |                |                 |                 |                                        |                |
| Jean Balliol                                                                 | 1293–1296                               | Gouverneur de l'île de Man         |                                          |                     |                |                 |                 |                                        |                |
|                                                                              | Domination anglaise (1296–1313)         | Gouverneur de l'île de Man         |                                          |                     |                |                 |                 |                                        |                |
| Anthony Beck                                                                 | 1298–1311                               | Gouverneur de l'île de Man         |                                          |                     |                |                 |                 |                                        |                |
| Henri de Beaumont                                                            | 1310–1310                               | Gouverneur de l'île de Man         |                                          |                     |                |                 |                 |                                        |                |
| Piers Gaveston                                                               | 1311–1312                               | Gouverneur de l'île de Man         |                                          |                     |                |                 |                 |                                        |                |
| Gilbert Makaskyl                                                             | 1312                                    | Gouverneur de l'île de Man         |                                          |                     |                |                 |                 |                                        |                |
| Henri de Beaumont                                                            | 1312–1312                               | Gouverneur de l'île de Man         |                                          |                     |                |                 |                 |                                        |                |
|                                                                              | Domination écossaise (1313–1332)        | Domination écossaise (1313–1332)   | Domination écossaise (1313–1332)         | Thomas Randolph     | 1313-1332      |                 |                 |                                        |                |
|                                                                              | William Montagu, 1er comte de Salisbury | Gouverneur de l'île de Man         | 1333–1344                                | Roi de Man          | ?              | ?               |                 |                                        |                |
| William Montagu, 2e comte de Salisbury                                       | 1344–1392                               | Gouverneur de l'île de Man         | ?                                        | Roi de Man          | ?              |                 |                 |                                        |                |
| William le Scrope                                                            | 1392–1399                               | Gouverneur de l'île de Man         | ?                                        | Roi de Man          | ?              |                 |                 |                                        |                |
| Henry Percy, 1er comte de Northumberland                                     | 1399–1405                               | Gouverneur de l'île de Man         | Henry Percy, 1er comte de Northumberland | Roi de Man          | 1399–1405      |                 |                 |                                        |                |
| John Ier Stanley de Man                                                      | 1405–1414                               | Gouverneur de l'île de Man         | Michael Blundel                          | Roi de Man          | 1405–1417      |                 |                 |                                        |                |
| John II Stanley de Man                                                       | 1414–1432                               | Gouverneur de l'île de Man         |                                          | Roi de Man          |                |                 |                 |                                        |                |
| John II Stanley de Man                                                       | 1414–1432                               | Gouverneur de l'île de Man         | Michael Blundel                          | Roi de Man          | 1405–1417      |                 |                 |                                        |                |
| John II Stanley de Man                                                       | 1414–1432                               | Gouverneur de l'île de Man         | John Litherland                          | Roi de Man          | 1417–1418      |                 |                 |                                        |                |
| John II Stanley de Man                                                       | 1414–1432                               | Gouverneur de l'île de Man         | John Fazakerly                           | Roi de Man          | 1418           |                 |                 |                                        |                |
| John II Stanley de Man                                                       | 1414–1432                               | Gouverneur de l'île de Man         | John Walton                              | Roi de Man          | 1422–1428      |                 |                 |                                        |                |
| John II Stanley de Man                                                       | 1414–1432                               | Gouverneur de l'île de Man         | Henry Byron                              | Roi de Man          | 1428–14??      |                 |                 |                                        |                |
| Thomas Ier Stanley de Man                                                    | 1432–1460                               | Gouverneur de l'île de Man         | Henry Byron                              | Roi de Man          | 1428–14??      |                 |                 |                                        |                |
| Thomas II Stanley de Man                                                     | 1460–1504                               | Gouverneur de l'île de Man         |                                          | Roi de Man          |                |                 |                 |                                        |                |
| Thomas II Stanley de Man                                                     | 1460–1504                               | Gouverneur de l'île de Man         | Henry Byron                              | Roi de Man          | 1428–14??      |                 |                 |                                        |                |
| Thomas II Stanley de Man                                                     | 1460–1504                               | Gouverneur de l'île de Man         | Peter Dutton                             | Roi de Man          | 1496–1497      |                 |                 |                                        |                |
| Thomas II Stanley de Man                                                     | 1460–1504                               | Gouverneur de l'île de Man         | Henry Radcliffe                          | Roi de Man          | 1497–1505/1508 |                 |                 |                                        |                |
| Thomas III Stanley                                                           | 1504–1521                               | Gouverneur de l'île de Man         | Comte de Derby, Seigneur de Man          |                     |                |                 |                 |                                        |                |
| Thomas III Stanley                                                           | 1504–1521                               | Gouverneur de l'île de Man         | Comte de Derby, Seigneur de Man          | Henry Radcliffe     | 1497–1505/1508 |                 |                 |                                        |                |
| Thomas III Stanley                                                           | 1504–1521                               | Gouverneur de l'île de Man         | Comte de Derby, Seigneur de Man          | Ralph Rushton       | 1505/1508–1511 |                 |                 |                                        |                |
| Thomas III Stanley                                                           | 1504–1521                               | Gouverneur de l'île de Man         | Comte de Derby, Seigneur de Man          | John Ireland        | 1511–1518      |                 |                 |                                        |                |
| Thomas III Stanley                                                           | 1504–1521                               | Gouverneur de l'île de Man         | Comte de Derby, Seigneur de Man          | John Fazakerley     | 1518–1521      |                 |                 |                                        |                |
| Edward Stanley                                                               | 1521–1572                               | Gouverneur de l'île de Man         | Comte de Derby, Seigneur de Man          |                     |                |                 |                 |                                        |                |
| Edward Stanley                                                               | 1521–1572                               | Gouverneur de l'île de Man         | Comte de Derby, Seigneur de Man          | Thomas Danport      | 1521–1527      |                 |                 |                                        |                |
| Edward Stanley                                                               | 1521–1572                               | Gouverneur de l'île de Man         | Comte de Derby, Seigneur de Man          | Henry Stanley       | 1527–1536      |                 |                 |                                        |                |
| Edward Stanley                                                               | 1521–1572                               | Gouverneur de l'île de Man         | Comte de Derby, Seigneur de Man          | George Ffleming     | 1536–1545      |                 |                 |                                        |                |
| Edward Stanley                                                               | 1521–1572                               | Gouverneur de l'île de Man         | Comte de Derby, Seigneur de Man          | William Stanley     | 1545–1552      |                 |                 |                                        |                |
| Edward Stanley                                                               | 1521–1572                               | Gouverneur de l'île de Man         | Comte de Derby, Seigneur de Man          | Henry Stanley       | 1552–1576      |                 |                 |                                        |                |
| Henry Stanley                                                                | 1572–1593                               | Gouverneur de l'île de Man         | Comte de Derby, Seigneur de Man          |                     |                |                 |                 |                                        |                |
| Henry Stanley                                                                | 1572–1593                               | Gouverneur de l'île de Man         | Comte de Derby, Seigneur de Man          | Henry Stanley       | 1552–1576      |                 |                 |                                        |                |
| Henry Stanley                                                                | 1572–1593                               | Gouverneur de l'île de Man         | Comte de Derby, Seigneur de Man          | John Harmer         | 1576–1580      |                 |                 |                                        |                |
| Henry Stanley                                                                | 1572–1593                               | Gouverneur de l'île de Man         | Comte de Derby, Seigneur de Man          | John Sherburn       | 1580–1592      |                 |                 |                                        |                |
| Henry Stanley                                                                | 1572–1593                               | Gouverneur de l'île de Man         | Comte de Derby, Seigneur de Man          | Cuthbert Gerard     | 1592–1593      |                 |                 |                                        |                |
| Ferdinando Stanley                                                           | 1593–1594                               | Gouverneur de l'île de Man         | Comte de Derby, Seigneur de Man          | William Stanley     | 1593–1594      |                 |                 |                                        |                |
| Domination anglaise directe (1594–1610)                                      |                                         | Gouverneur de l'île de Man         |                                          |                     |                |                 |                 |                                        |                |
| Ranulph Stanley                                                              | 1594–1595                               | Gouverneur de l'île de Man         |                                          |                     |                |                 |                 |                                        |                |
| Thomas Gerard                                                                | 1595–1608                               | Gouverneur de l'île de Man         |                                          |                     |                |                 |                 |                                        |                |
| Piers Legh                                                                   | 1596–1699                               | Gouverneur de l'île de Man         |                                          |                     |                |                 |                 |                                        |                |
| Cuthbert Gerard                                                              | 1599–1600                               | Gouverneur de l'île de Man         |                                          |                     |                |                 |                 |                                        |                |
| Robert Molyneux                                                              | 1600–1609                               | Gouverneur de l'île de Man         |                                          |                     |                |                 |                 |                                        |                |
| William Stanley                                                              | 1610–1612                               | Gouverneur de l'île de Man         | Comte de Derby, Seigneur de Man          | John Ireland        | 1609–1623      |                 |                 |                                        |                |
| Elizabeth de Vere                                                            | 1612–1627                               | Gouverneur de l'île de Man         | Comtesse de Derby, Seigneur de Man       |                     |                |                 |                 |                                        |                |
| Elizabeth de Vere                                                            | 1612–1627                               | Gouverneur de l'île de Man         | Comtesse de Derby, Seigneur de Man       | John Ireland        | 1609–1623      |                 |                 |                                        |                |
| Elizabeth de Vere                                                            | 1612–1627                               | Gouverneur de l'île de Man         | Comtesse de Derby, Seigneur de Man       | Frederick Liege     | 1623–1626      |                 |                 |                                        |                |
| Elizabeth de Vere                                                            | 1612–1627                               | Gouverneur de l'île de Man         | Comtesse de Derby, Seigneur de Man       | Edward Holmewood    | 1626–1627      |                 |                 |                                        |                |
| James Ier Stanley                                                            | 1627–1651                               | Gouverneur de l'île de Man         | Comte de Derby, Seigneur de Man          |                     |                |                 |                 |                                        |                |
| James Ier Stanley                                                            | 1627–1651                               | Gouverneur de l'île de Man         | Comte de Derby, Seigneur de Man          | Edward Christian    | 1627–1639      |                 |                 |                                        |                |
| James Ier Stanley                                                            | 1627–1651                               | Gouverneur de l'île de Man         | Comte de Derby, Seigneur de Man          | Foulkes Hunckes     | 1639–1640      |                 |                 |                                        |                |
| James Ier Stanley                                                            | 1627–1651                               | Gouverneur de l'île de Man         | Comte de Derby, Seigneur de Man          | Edward Christian    | 1641–1642      |                 |                 |                                        |                |
| James Ier Stanley                                                            | 1627–1651                               | Gouverneur de l'île de Man         | Comte de Derby, Seigneur de Man          | John Greenhalgh     | 1642–1651      |                 |                 |                                        |                |
| Domination anglaise directe (1651–1660)                                      |                                         | Gouverneur de l'île de Man         |                                          |                     |                |                 |                 |                                        |                |
| Philip Musgrave                                                              | 1651                                    | Gouverneur de l'île de Man         |                                          |                     |                |                 |                 |                                        |                |
| Robert Dukenfield                                                            | 1651–1652                               | Gouverneur de l'île de Man         |                                          |                     |                |                 |                 |                                        |                |
| Matthew Cadwall                                                              | 1652–1656                               | Gouverneur de l'île de Man         |                                          |                     |                |                 |                 |                                        |                |
| Illiam Dhone                                                                 | 1656–1659                               | Gouverneur de l'île de Man         |                                          |                     |                |                 |                 |                                        |                |
| James Chaloner                                                               | 1659–1660                               | Gouverneur de l'île de Man         |                                          |                     |                |                 |                 |                                        |                |
| Charles Stanley                                                              | 1660–1672                               | Gouverneur de l'île de Man         | Comte de Derby, Seigneur de Man          |                     |                |                 |                 |                                        |                |
| Charles Stanley                                                              | 1660–1672                               | Gouverneur de l'île de Man         | Comte de Derby, Seigneur de Man          | Roger Nowell        | 1660–1664      |                 |                 |                                        |                |
| Charles Stanley                                                              | 1660–1672                               | Gouverneur de l'île de Man         | Comte de Derby, Seigneur de Man          | Isaac Barrow        | 1664–1671      |                 |                 |                                        |                |
| Charles Stanley                                                              | 1660–1672                               | Gouverneur de l'île de Man         | Comte de Derby, Seigneur de Man          | Poste vacant        | 1671–1673      |                 |                 |                                        |                |
| William II Stanley                                                           | 1672–1702                               | Gouverneur de l'île de Man         | Comte de Derby, Seigneur de Man          | Henry Nowell        | 1673–1677      |                 |                 |                                        |                |
| William II Stanley                                                           | 1672–1702                               | Gouverneur de l'île de Man         | Comte de Derby, Seigneur de Man          | Henry Stanley       | 1677–1678      |                 |                 |                                        |                |
| William II Stanley                                                           | 1672–1702                               | Gouverneur de l'île de Man         | Comte de Derby, Seigneur de Man          | Robert Heywood      | 1678–1690      |                 |                 |                                        |                |
| William II Stanley                                                           | 1672–1702                               | Gouverneur de l'île de Man         | Comte de Derby, Seigneur de Man          | Roger Kenyon        | 1690–1693      |                 |                 |                                        |                |
| William II Stanley                                                           | 1672–1702                               | Gouverneur de l'île de Man         | Comte de Derby, Seigneur de Man          | William Sacheverell | 1693–1696      |                 |                 |                                        |                |
| William II Stanley                                                           | 1672–1702                               | Gouverneur de l'île de Man         | Comte de Derby, Seigneur de Man          | Nicholas Stanley    | 1696–1701      |                 |                 |                                        |                |
| James II Stanley                                                             | 1702–1736                               | Gouverneur de l'île de Man         | Comte de Derby, Seigneur de Man          | Charles Stanley     | 1702–1703      |                 |                 |                                        |                |
| James II Stanley                                                             | 1702–1736                               | Gouverneur de l'île de Man         | Comte de Derby, Seigneur de Man          | Robert Mawdesley    | 1703–1713      |                 |                 |                                        |                |
| James II Stanley                                                             | 1702–1736                               | Gouverneur de l'île de Man         | Comte de Derby, Seigneur de Man          | Charles Stanley     | 1713–1713      |                 |                 |                                        |                |
| James II Stanley                                                             | 1702–1736                               | Gouverneur de l'île de Man         | Comte de Derby, Seigneur de Man          | Alexander Horne     | 1713–1723      |                 |                 |                                        |                |
| James II Stanley                                                             | 1702–1736                               | Gouverneur de l'île de Man         | Comte de Derby, Seigneur de Man          | John Lloyd          | 1723–1725      |                 |                 |                                        |                |
| James II Stanley                                                             | 1702–1736                               | Gouverneur de l'île de Man         | Comte de Derby, Seigneur de Man          | Thomas Horton       | 1725–1736      |                 |                 |                                        |                |
| James Murray                                                                 | 1736–1764                               | Gouverneur de l'île de Man         | Comte de Derby, Seigneur de Man          | James Murray        | 1736–1744      |                 |                 |                                        |                |
| James Murray                                                                 | 1736–1764                               | Gouverneur de l'île de Man         | Comte de Derby, Seigneur de Man          | Patrick Lindsey     | 1744–1751      |                 |                 |                                        |                |
| James Murray                                                                 | 1736–1764                               | Gouverneur de l'île de Man         | Comte de Derby, Seigneur de Man          | Basil Cochrane      | 1751–1761      |                 |                 |                                        |                |
| John Murray                                                                  | 1764–1765                               | Gouverneur de l'île de Man         | Comte de Derby, Seigneur de Man          | John Wood           | 1761–1777      |                 |                 |                                        |                |
| George III                                                                   | 1760–1820                               | Gouverneur de l'île de Man         | Seigneur de Man                          | John Wood           | 1761–1777      | Henry Hope      | 1773–1775       | Lieutenant- gouverneur de l'île de Man |                |
| George III                                                                   | 1760–1820                               | Gouverneur de l'île de Man         | Seigneur de Man                          | Edward Smith        | 1777–1793      | Richard Dawson  | 1775–1790       | Lieutenant- gouverneur de l'île de Man |                |
| George III                                                                   | 1760–1820                               | Gouverneur de l'île de Man         | Seigneur de Man                          | James Murray II     | 1793–1828      | Alexander Shaw  | 1790–1804       | Lieutenant- gouverneur de l'île de Man |                |
| George III                                                                   | 1760–1820                               | Gouverneur de l'île de Man         | Seigneur de Man                          | James Murray II     | 1793–1828      | Henry Murray    | 1804–1805       | Lieutenant- gouverneur de l'île de Man |                |
| George III                                                                   | 1760–1820                               | Gouverneur de l'île de Man         | Seigneur de Man                          | James Murray II     | 1793–1828      | Cornelius Smelt | 1805–1832       | Lieutenant- gouverneur de l'île de Man |                |
| George IV                                                                    | 1820–1830                               | Gouverneur de l'île de Man         | Seigneur de Man                          |                     |                |                 | Cornelius Smelt | Lieutenant- gouverneur de l'île de Man | 1805–1832      |
| Guillaume IV                                                                 | 1830–1837                               | John Ready                         | Seigneur de Man                          | 1832–1845           |                |                 |                 | Lieutenant- gouverneur de l'île de Man |                |
| Victoria                                                                     | 1837–1901                               | John Ready                         | Seigneur de Man                          | 1832–1845           |                |                 |                 | Lieutenant- gouverneur de l'île de Man |                |
| Victoria                                                                     | 1837–1901                               | Charles Hope                       | Seigneur de Man                          | 1845–1860           |                |                 |                 | Lieutenant- gouverneur de l'île de Man |                |
| Victoria                                                                     | 1837–1901                               | Mark Hildesley Quayle              | Seigneur de Man                          | 1860–1860           |                |                 |                 | Lieutenant- gouverneur de l'île de Man |                |
| Victoria                                                                     | 1837–1901                               | Francis Conant                     | Seigneur de Man                          | 1860–1863           |                |                 |                 | Lieutenant- gouverneur de l'île de Man |                |
| Victoria                                                                     | 1837–1901                               | Mark Hildesley Quayle              | Seigneur de Man                          | 1863–1863           |                |                 |                 | Lieutenant- gouverneur de l'île de Man |                |
| Victoria                                                                     | 1837–1901                               | Henry Loch                         | Seigneur de Man                          | 1863–1882           |                |                 |                 | Lieutenant- gouverneur de l'île de Man |                |
| Victoria                                                                     | 1837–1901                               | Spencer Walpole                    | Seigneur de Man                          | 1882–1882           |                |                 |                 | Lieutenant- gouverneur de l'île de Man |                |
| Victoria                                                                     | 1837–1901                               | West Ridgeway                      | Seigneur de Man                          | 1883–1895           |                |                 |                 | Lieutenant- gouverneur de l'île de Man |                |
| Victoria                                                                     | 1837–1901                               | John Henniker-Major                | Seigneur de Man                          | 1895–1902           |                |                 |                 | Lieutenant- gouverneur de l'île de Man |                |
| Édouard VII                                                                  | 1901–1910                               | George Somerset                    | Seigneur de Man                          | 1902–1918           |                |                 |                 | Lieutenant- gouverneur de l'île de Man |                |
| George V                                                                     | 1910–1936                               | George Somerset                    | Seigneur de Man                          | 1902–1918           |                |                 |                 | Lieutenant- gouverneur de l'île de Man |                |
| George V                                                                     | 1910–1936                               | William Fry                        | Seigneur de Man                          | 1918–1925           |                |                 |                 | Lieutenant- gouverneur de l'île de Man |                |
| George V                                                                     | 1910–1936                               | Claude Hill                        | Seigneur de Man                          | 1925–1932           |                |                 |                 | Lieutenant- gouverneur de l'île de Man |                |
| George V                                                                     | 1910–1936                               | Montagu Butler                     | Seigneur de Man                          | 1932–1937           |                |                 |                 | Lieutenant- gouverneur de l'île de Man |                |
| Édouard VIII                                                                 | 1936–1936                               | Montagu Butler                     | Seigneur de Man                          | 1932–1937           |                |                 |                 | Lieutenant- gouverneur de l'île de Man |                |
| George VI                                                                    | 1936–1952                               | William Leveson-Gower              | Seigneur de Man                          | 1937–1945           |                |                 |                 | Lieutenant- gouverneur de l'île de Man |                |
| George VI                                                                    | 1936–1952                               | Geoffrey Rhodes Bromet             | Seigneur de Man                          | 1945–1952           |                |                 |                 | Lieutenant- gouverneur de l'île de Man |                |
| Élisabeth II                                                                 | 1952–2022                               | Ambrose Dundas                     | Seigneur de Man                          | 1952–1959           |                |                 |                 | Lieutenant- gouverneur de l'île de Man |                |
| Élisabeth II                                                                 | 1952–2022                               | Ronald Garvey                      | Seigneur de Man                          | 1959–1966           |                |                 |                 | Lieutenant- gouverneur de l'île de Man |                |
| Élisabeth II                                                                 | 1952–2022                               | Peter Stallard                     | Seigneur de Man                          | 1966–1974           |                |                 |                 | Lieutenant- gouverneur de l'île de Man |                |
| Élisabeth II                                                                 | 1952–2022                               | John Paul                          | Seigneur de Man                          | 1974–1980           |                |                 |                 | Lieutenant- gouverneur de l'île de Man |                |
| Élisabeth II                                                                 | 1952–2022                               | Nigel Cecil                        | Seigneur de Man                          | 1980–1985           |                |                 |                 | Lieutenant- gouverneur de l'île de Man |                |
| Élisabeth II                                                                 | 1952–2022                               | Laurence New                       | Seigneur de Man                          | 1985–1990           |                |                 |                 | Lieutenant- gouverneur de l'île de Man |                |
| Élisabeth II                                                                 | 1952–2022                               | Laurence Jones                     | Seigneur de Man                          | 1990–1995           |                |                 |                 | Lieutenant- gouverneur de l'île de Man |                |
| Élisabeth II                                                                 | 1952–2022                               | Timothy Daunt                      | Seigneur de Man                          | 1995–2000           |                |                 |                 | Lieutenant- gouverneur de l'île de Man |                |
| Élisabeth II                                                                 | 1952–2022                               | Ian Macfadyen                      | Seigneur de Man                          | 2000–2005           |                |                 |                 | Lieutenant- gouverneur de l'île de Man |                |
| Élisabeth II                                                                 | 1952–2022                               | Michael Kerruish                   | Seigneur de Man                          | 2005–2005           |                |                 |                 | Lieutenant- gouverneur de l'île de Man |                |
| Élisabeth II                                                                 | 1952–2022                               | Paul Haddacks                      | Seigneur de Man                          | 2005–2011           |                |                 |                 | Lieutenant- gouverneur de l'île de Man |                |
| Élisabeth II                                                                 | 1952–2022                               | Adam Wood                          | Seigneur de Man                          | 2011–2016           |                |                 |                 | Lieutenant- gouverneur de l'île de Man |                |
| Élisabeth II                                                                 | 1952–2022                               | Richard Gozney                     | Seigneur de Man                          | 2016–2021           |                |                 |                 | Lieutenant- gouverneur de l'île de Man |                |
| Élisabeth II                                                                 | 1952–2022                               | John Lorimer                       | Seigneur de Man                          | depuis 2021         |                |                 |                 | Lieutenant- gouverneur de l'île de Man |                |
| Charles III                                                                  | depuis 2022                             | John Lorimer                       |                                          | depuis 2021         |                |                 |                 |                                        |                |

### Source
- (en) World Statesmen - Isle of Man